# 11930 Osamu
11930 Osamu este un asteroid din centura principală de asteroizi.

## Descriere
11930 Osamu este un asteroid din centura principală de asteroizi. A fost descoperit pe 15 februarie 1993 la Okutama de Tsutomu Hioki și Shuji Hayakawa. Asteroidul prezintă o orbită caracterizată de o semiaxă mare de 2,57 ua, o excentricitate de 0,10 și o înclinație de 13,4° în raport cu ecliptica.